# Milwaukee Bucks
Los Milwaukee Bucks (en español: Ciervos de Milwaukee) son un equipo profesional de baloncesto de los Estados Unidos con sede en Milwaukee, Wisconsin. Compiten en la División Central de la Conferencia Este de la National Basketball Association (NBA) y disputan sus partidos como locales en el Fiserv Forum.
Ganó su primer campeonato de la NBA en 1971 contando en sus filas con dos de los mejores jugadores de la historia de la NBA: Lew Alcindor (posteriormente conocido como Kareem Abdul-Jabbar) y Oscar Robertson. En 2021, medio siglo después, lograron su segundo campeonato de la mano de Giannis Antetokounmpo, que al igual que Alcindor fue proclamado MVP de las Finales.

## Pabellones
- Milwaukee Arena (1968-1988)
- Bradley Center (1988-2018)
- Fiserv Forum (2018-)

## Historia
Los Milwaukee Bucks fueron creados en enero de 1968, cuando la NBA llevó el baloncesto a la ciudad de Milwaukee, en Wisconsin. El primer partido oficial de los Bucks fue contra los Chicago Bulls, siendo la 1968-69, la primera en la historia de la franquicia. Su primera victoria vendría en el séptimo partido, contra los Detroit Pistons, por 134-118. Únicamente pudieron ganar 26 partidos en la temporada, pero eso les permitió conseguir la primera posición para el draft de 1969, donde escogerían a un universitario llamado Lew Alcindor que había ganado tres campeonatos de la NCAA con la Universidad de UCLA.

### Primera Era Dorada: Kareem Abdul-Jabbar y Óscar Robertson (1969-1975)

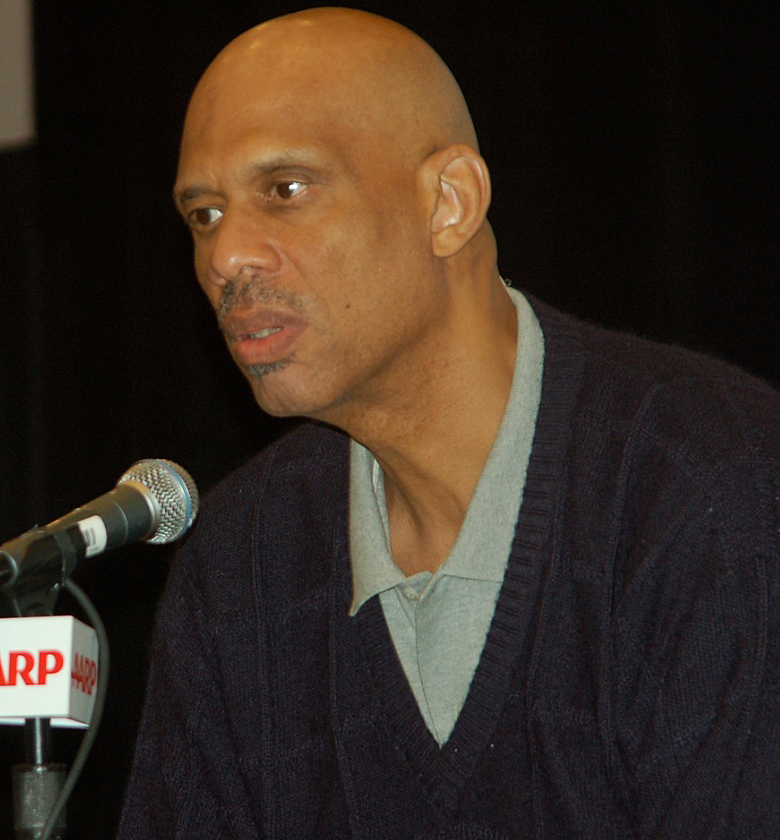
Kareem Abdul-Jabbar, la primera gran estrella del equipo.

La llegada de Lew Alcindor revolucionó completamente al equipo, que pasaron a un récord de 56-26; curiosamente, la temporada anterior acabaron 26-56. Con el segundo mejor récord de la liga después de los New York Knicks, los Bucks vencieron a Philadelphia 76ers en primera ronda de playoffs, para caer ante los Knicks en semifinales. Ese año, Alcindor consiguió el Rookie of the Year.
Para la siguiente temporada, los Bucks consiguieron a Oscar Robertson (apodado Big O) desde Cincinnati Royals. La pareja fue absolutamente letal, con Big O liderando desde el perímetro y Alcindor desde la pintura, los Bucks consiguieron un récord de 66-16, el segundo mejor de aquel año y el mayor de la historia de la franquicia. Los Bucks dominaron los playoffs, con un 12-2 de parcial, venciendo a los Baltimore Bullets en las Finales de la NBA, consiguiendo el primer campeonato de su historia, y siendo la franquicia más precoz desde su creación en ganar el anillo.
Los Bucks siguieron su dominio en los primeros años de los 70, sería por aquellos años cuando Alcindor cambió su nombre a Kareem Abdul-Jabbar tras su conversión al Islam. En la 1971-72, los Bucks llegaron a las Finales de conferencia, aunque esta vez fueron vencidos por Los Angeles Lakers de Jerry West, Wilt Chamberlain y compañía. De nuevo fueron finalistas de la NBA en la 1973-74, pero esta vez cayeron ante los Boston Celtics. Para la 1974-75, la retirada de Robertson y una lesión de Jabbar arrastró a los Bucks al pozo de la clasificación, con un récord de 38-44. Para 1975, Jabbar afirmó su deseo de no seguir en el equipo de Milwaukee, exigiendo su traspaso al equipo de una gran ciudad, principalmente Los Ángeles o Nueva York. Finalmente sería traspasado a los Lakers.

### Era Sidney Moncrief (1979-1990)
Tras una temporada de transición con la marcha de Jabbar, en 1976 se convertiría en mánager del equipo Don Nelson. Nelson sería durante más de 10 años el entrenador de los Bucks. En 1979, Sidney Moncrief era elegido en quinta posición del draft por Milwaukee.
Liderados desde el banquillo por Don Nelson, y en la pista por Sidney Moncrief, los Bucks se convirtieron en aspirantes perennes a la Conferencia Este. Acompañado por jugadores como Terry Cummings, Paul Pressey, Craig Hodges o Ricky Pierce, los Bucks no fueron capaces de llegar a las Finales de la NBA, siendo apeados por equipos como Boston Celtics o Philadelphia 76ers cuando más cerca estaban. Como curiosidades, en 1983 fueron el primer equipo en aplicar un 4-0 a los Celtics en la historia de la NBA, y el primer equipo que se encontró y venció a los Chicago Bulls de Michael Jordan en playoffs.
En 1985, el propietario de los Bucks, Jim Fitzgerald, decidió vender el equipo. Sus problemas de salud hizo que algunos inversores lo quisiesen fuera de la franquicia. Durante los siguientes años, la ciudad se negaba a construir un estadio nuevo para el equipo, de modo que se rumoreaba que la franquicia se pudiese mudar de Milwaukee. 

### Años de mediocridad (1990-1998)
Durante la década de los 90, los Bucks se vieron sumidos en la mediocridad, acumulando temporadas muy alejadas de los éxitos de los 70 y 80. En los drafts de 1994 y 1996, los Bucks adquirirían a Glenn Robinson y Ray Allen, dos futuros pilares del conjunto de Wisconsin. Para la 1997-98, con un récord de 36-46, los Bucks acumulaban 7 temporadas consecutivas fuera de los playoffs.
En 1993, y debido al 25 aniversario de la franquicia, se remodeló el logo y equipación del equipo. Se adoptaron los colores verde, morado y plata abandonando el clásico verde, rojo y blanco. Así mismo se modernizó el logo del equipo, pasando del clásico ciervo en forma de dibujos animados a otro más realista.

### ElBig Threede Allen, Robinson y Cassell (1998-2003)

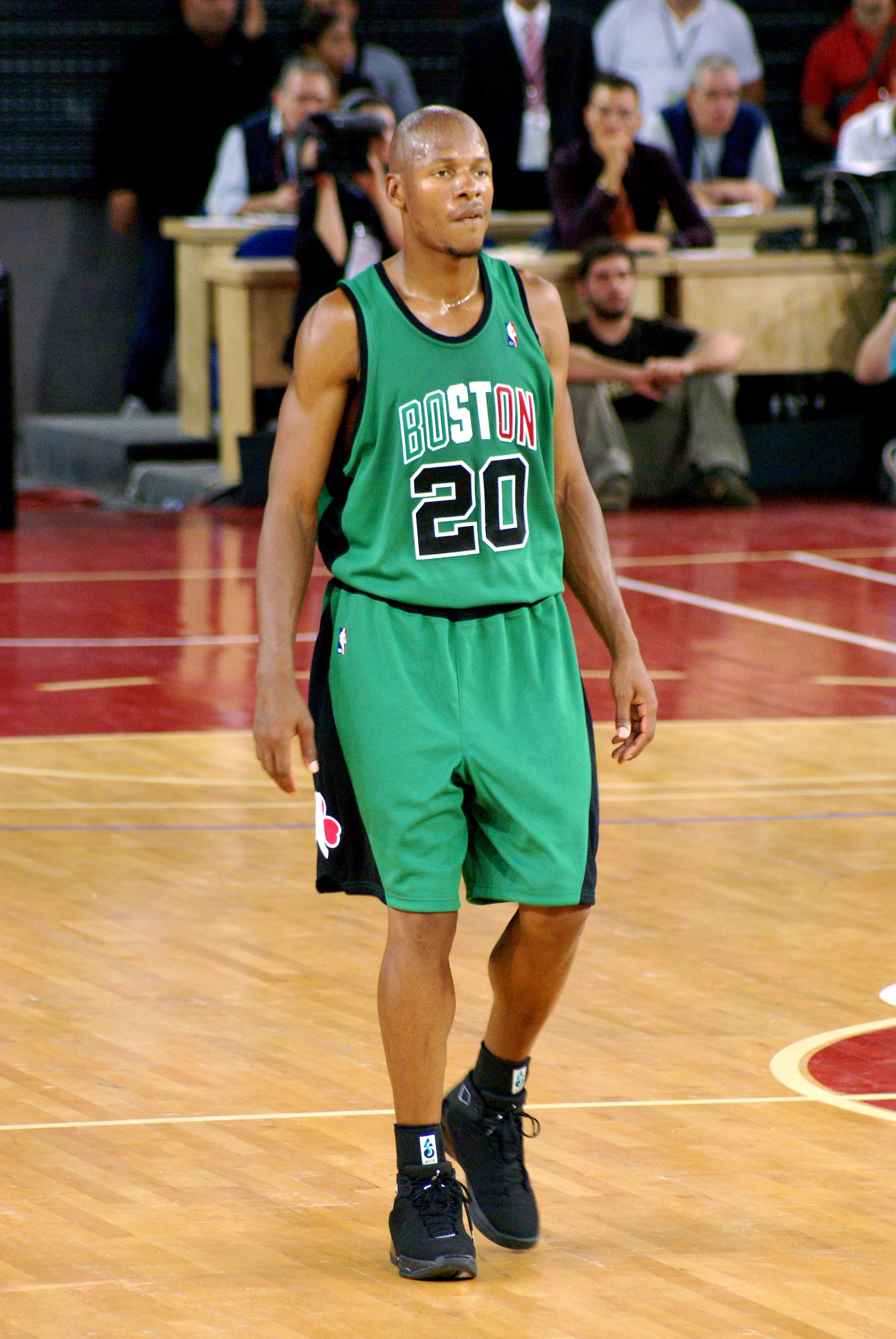
Ray Allen.

Tras casi una década sumidos en la parte baja de la clasificación, en 1998 los Bucks contrataban como entrenador a George Karl, el cual había llevado a los Seattle SuperSonics a las Finales en la temporada 1995-96. Bajo el liderazgo de Karl, los Bucks hicieron un equipo consistente basado en jugadores talentosos como el base Sam Cassell, el triplista Ray Allen y el alero Glenn Robinson. Los Bucks llegaron a su cénit en la temporada 2000-01, alcanzando las Finales de Conferencia siendo vencidos por los Philadelphia 76ers de Allen Iverson.
Para la 2001-02, los Bucks eran el equipo a batir de la Conferencia Este, pero la adquisición de Anthony Mason, el cual llegaba para perfeccionar el equipo, lo que hizo fue desestabilizarlo. Las polémicas de Mason, criticando a sus compañeros de equipo, a su entrenador y con una pésima actitud de trabajo, hicieron que la falta de química aquejara al equipo. De aspirantes a todo pasaron a ni siquiera clasificarse a playoffs tras acabar con un récord de 41-41. Las tensiones hicieron que Mason fuera traspasado a Atlanta Hawks por Toni Kukoč y una primera ronda de draft.
En la 2002-03, los Bucks traspasaban a Ray Allen a Seattle SuperSonics por el veterano base Gary Payton y Desmond Mason. Los Bucks lograron clasificarse para playoffs con un récord de 42-40, pero fueron eliminados 4-2 por New Jersey Nets en primera ronda. En la postemporada, Sam Cassell y Ervin Johnson eran traspasados a Minnesota Timberwolves, mientras que Payton se convertía en agente libre. El entrenador, George Karl, abandonaba el equipo tras cinco años al mando.

### Años grises (2003-2014)
Con el mánager Larry Harris, los Bucks afrontaban una era de reconstrucción. La marcha de Allen hizo que el escolta Michael Redd se destacara como el líder del equipo, llegando incluso al All-Star. En estos años, los Bucks alcanzaron los playoffs en las temporadas 2003-04 y 2005-06, aunque en ambas sin llegar pasar de primera ronda. En 2005, escogían en primera ronda de draft al pívot Andrew Bogut, el cual estaría constantemente lastrado por las lesiones y sin dejarle mostrar su potencial.
En 2006, los Bucks remodelaron de nuevo el logo y equipación, volviendo a los clásicos colores verde, rojo y blanco en detrimento del plateado y morado. En 2008, los Bucks cumplieron su 40 aniversario como franquicia. En marzo de ese año, Harris no fue renovado como mánager, adquiriendo al que hasta entonces había sido vicepresidente de operaciones de los Detroit Pistons, John Hammond. Por aquel entonces, las elecciones de draft no fueron muy acertadas, destacando casos como el del chino Yi Jianlian (elegido quinto) o el ala-pívot Joe Alexander (elegido octavo).
Para el draft de 2009, los Bucks adquirían a Brandon Jennings junto a jugadores como Hakim Warrick o John Salmons. Con un bloque sólido con jugadores como el rookie Jennings, Bogut, Salmons, Redd o el turco Ersan Ilyasova, los Bucks volvían a competir por los puestos de playoffs. En la temporada 2009-10, los Bucks finalizaban sextos en la Conferencia Este y regresaban a playoffs, siendo eliminados por Atlanta Hawks.
Para la temporada 2011-12, los Bucks traspasaban al pívot Andrew Bogut, aquejado por lesiones, y al polémico alero Stephen Jackson a Golden State Warriors por Monta Ellis, Kwame Brown y Ekpe Udoh. Así mismo, enviaban un gran número de jugadores a Houston Rockets por Samuel Dalembert.
En la 2012-13, liderados desde el perímetro por jugadores como Jennings, Ellis o Ilyasova, los Bucks lograban finalizar en la última posición que daba acceso a los playoffs con un récord de 38-44, siendo arrasados 4-0 en primera ronda por los Miami Heat de LeBron James, Dwyane Wade y Chris Bosh.

### Segunda Era Dorada: Los años de Antetokunmpo y Middleton (2013-presente)

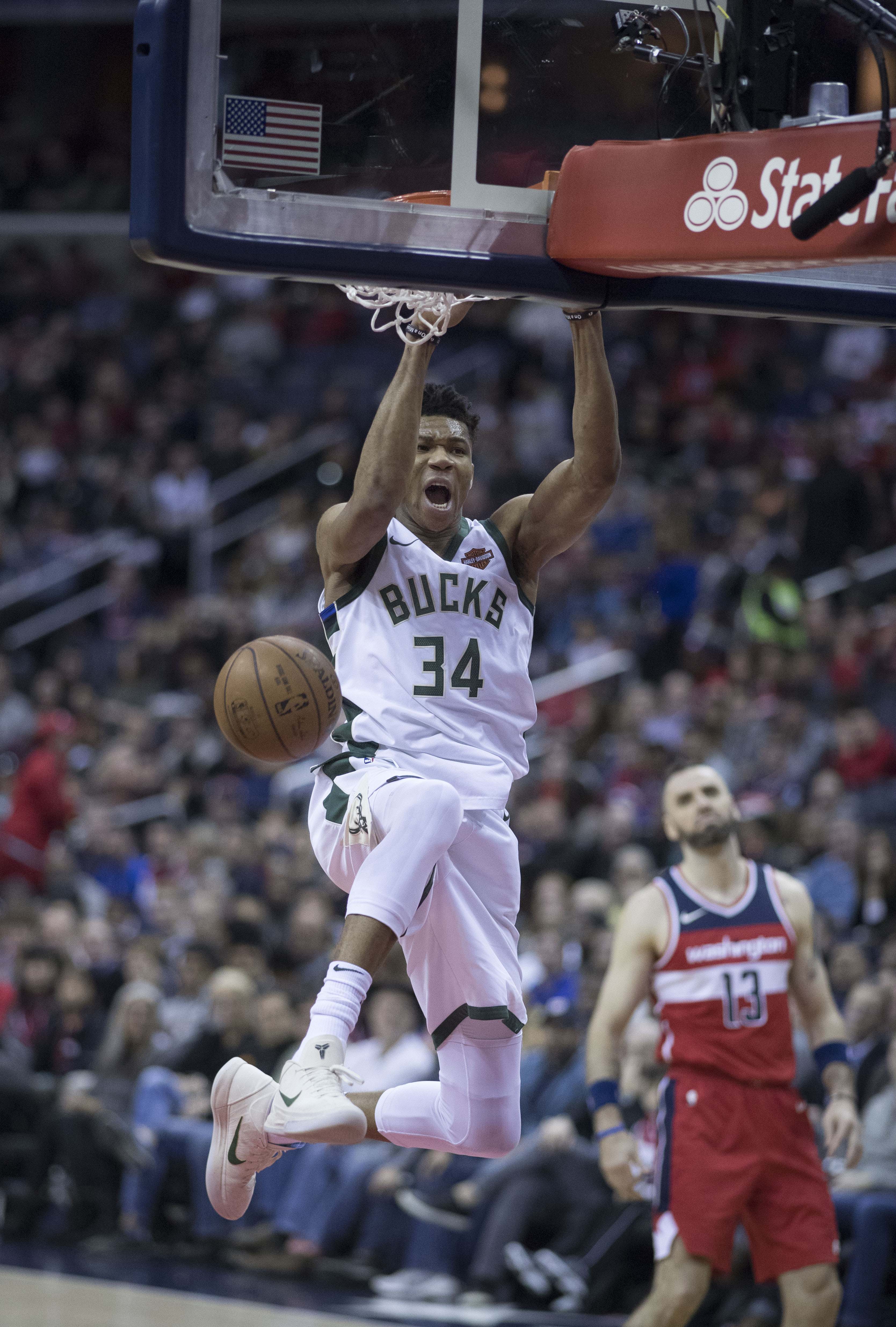
Giannis Antetokunmpo, líder histórico en puntos anotados de los Milwaukee Bucks

#### Ascenso
Después de una desastrosa temporada 2013-14 los Bucks contrataron a Jason Kidd como entrenador y seleccionaron a Jabari Parker con el número dos del Draft. Los Bucks iniciaron la temporada con buen pie siendo uno de los equipos prominentes de la conferencia Este superando a equipos como Boston Celtics o Miami Heat. Después del All-Star el equipo de Milwaukee adquirió a los jugadores Miles Plumlee, Tyler Ennis y al rookie del año Michael Carter-Williams convirtiéndose en una de las estrellas de este equipo, liderado por Antetokounmpo, Carter-Williams y Middleton los Bucks clasifican a los playoffs enfrentándose a los Chicago Bulls siendo derrotados en la serie 4-2. A mediados de la temporada el copropietario de los Bucks Wes Edens confirma que se empezara a construir un nuevo estadio a mediados del 2017 y que el equipo renovará su logo. Luego de abrirse la fecha de transacciones en los días del draft de 2015, se hacen de los servicios del base venezolano Greivis Vásquez proveniente de Toronto Raptors.
Tiempo después, antes del comienzo de la temporada los Bucks firman por tres años y salario máximo al pívot Greg Monroe proveniente de Detroit Pistons y también se renueva el contrato a jugadores importantes como Khris Middleton y John Henson y la reincorporación de Jabari Parker después de una lesión. Esa temporada tras firmar un registro de 33 victorias y 49 derrotas, no acceden a puestos de playoff al quedar en la duodécima posición. En el draft, obtendrían el pick 10 con el que eligen al pívot Thon Maker, y en segunda ronda escogen al base Malcolm Brogdon. A mediados de la temporada 2016-2017, Jabari Parker volvería a lesionarse de gravedad tras promediar 20 puntos por partido, y Giannis Antetokounmpo sería seleccionado para el All-Star. No obstante, los Bucks sí que accederían a playoffs en la sexta posición del Este con 42 victorias y 40 derrotas. Quedarían eliminados en primera ronda contra los Toronto Raptors, en una intensa serie en la que vencerían los canadienses por 4-2. En esa temporada, Giannis Antetokounmpo es nombrado jugador con más progresión tras pasar de promediar 16,9 puntos en el curso 2015-2016 a promediar 22'9 en el 2016-2017. Además, Malcolm Brogdon, se llevaría el galardón al Rookie del año.
Durante la temporada 2017-18, los Bucks conseguirían llegar a playoffs enfrentándose a los Boston Celtics de Kyrie Irving (nueva incorporación que se perdería los playoffs debido a una lesión), los cuales conseguirían ganarles en el "Game 7" y echándolos así de los playoffs otra vez en primera ronda.

#### Años contender
En la temporada 2018-19 Milwaukee acabó la temporada como campeón de su división, por primera vez desde el año 2001, y con el mejor registro de la Conferencia Este (60-22). Giannis Antetokunmpo fue nombrado como MVP de la NBA promediando 27.7ppg, 12.5rpg y 5.9apg. En PlayOffs, se deshacen de los Pistons en primera ronda (4-0), vencen a los Celtics (4-1), pero caen en la Final de Conferencia ante los Raptors de Kawhi Leonard (2-4).

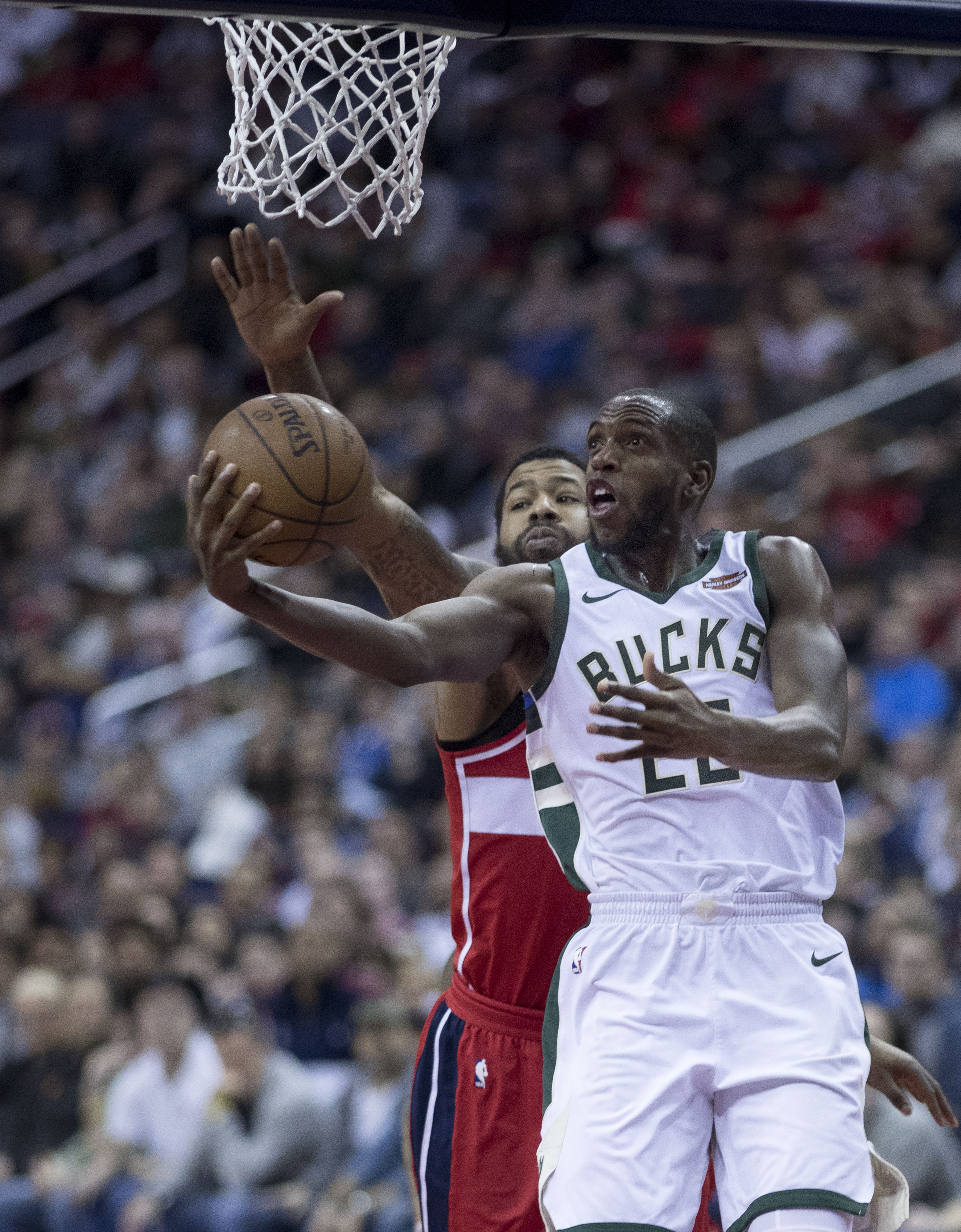
Khris Middleton, estrella de los Bucks durante la Segunda Era Dorada

En la 2019-20, consiguen de nuevo el mejor registro de la temporada (el mayor % de victorias) y Giannis Antetokunmpo es elegido por segundo año consecutivo como MVP de la NBA (29.5ppg, 13.6rpg, 5.6apg). En los playoffs vencen en primera ronda a los Orlando Magic de Nikola Vučević por 4-1 pero son eliminados en las Semifinales de Conferencia de los Playoffs por los Miami Heat de Jimmy Butler (1-4).

#### Campeones de la NBA 2020-21
Antes de comenzar la temporada, los Bucks realizaron un importante traspaso a cuatro bandas en el cual consiguieron a Jrue Holiday y el rookie Sam Merrill. Para realizarlo, tuvieron que dejar ir a Eric Bledsoe, George Hill, el rookie RJ Hampton y múltiples picks de draft. Este traspaso fue fundamental para el posterior éxito de los Bucks debido a la importancia de Holiday en el sistema defensivo del equipo. En marzo de 2021, algunas semanas antes de comenzar los playoffs, los Bucks realizaron otro traspaso. Los Houston Rockets enviaron a P.J. Tucker, Rodions Kurucs y el pick de primera ronda de 2022 a los Bucks a cambio de D.J. Augustin, D.J. Wilson, un pick de primera ronda de 2023 y un pick swap. Para poder cerrar el trato, Milwaukee también envió a Torrey Craig a Phoenix Suns.
En esa temporada el equipo terminó con un balance de 46–26, en tercera posición de su conferencia y clasificándose para los playoffs por quinto año consecutivo. En primera ronda se enfrentaron a los Miami Heat de Jimmy Butler, resultando en una fácil victoria 4-0. Sin embargo, en dicha serie el escolta titular Donte DiVincenzo sufrió una lesión que lo dejó fuera por el resto de los playoffs. Debido a la ausencia de DiVincenzo, P.J. Tucker salió de titular el resto de los playoffs, siendo una pieza clave en el equipo debido a su capacidad defensiva. En semifinales de conferencia salieron victoriosos 4-3 ante los Brooklyn Nets de Kevin Durant, Kyrie Irving y James Harden, los cuales afectados por lesiones no pudieron rendir como se esperaba. En finales de conferencia, liderados por Khris Middleton debido a una lesión de Antetokunmpo, vencieron a los Atlanta Hawks de Trae Young 4-2 y de esta forma alcanzaron sus primeras Finales de la NBA en 47 años. En las Finales de la NBA se impusieron a los Phoenix Suns de Devin Booker y Chris Paul por 4-2, consiguiendo así el segundo título de la franquicia 50 años después, siendo Giannis Antetokunmpo nombrado MVP de las Finales.

#### Lucha por un nuevo anillo
De cara a la 2021-22 se refuerzan con George Hill y Rodney Hood, y el equipo consigue un récord de 51-31, campeón de su división, segundo de su conferencia, y clasificándose para playoffs por sexto año consecutivo. En primera ronda vencen a Chicago Bulls (4-1), pero caen ante Boston Celtics en semifinales de conferencia en el séptimo encuentro (3-4).
Para la 2022-23 se reforzaron con Joe Ingles, A.J. Green y seleccionaron en el draft a Marjon Beauchamp. Durante la temporada consiguieron a Jae Crowder en un intercambio en el cual enviaron 5 picks de segunda ronda a los Phoenix Suns. El equipo finalizó como líder de su división, primero de su conferencia y con el mejor récord de la liga (58–24), clasificándose para playoffs por séptimo año consecutivo. Ya en postemporada, cayeron en primera ronda ante Miami Heat (1-4), el octavo clasificado.
Luego de la decepcionante derrota frente a Miami Heat en primera ronda, se decidió despedir al entrenador Mike Budenholzer y contratar a Adrian Griffin. De cara a la temporada 2023-24 seleccionan en el draft a Andre Jackson Jr. y Chris Livingston. También se refuerzan con Malik Beasley, Cameron Payne, Robin Lopez y TyTy Washington. Pero sin lugar a dudas, la principal incorporación fue la de Damian Lillard, el cual se obtuvo mediante un traspaso a tres bandas. En dicho traspaso los Bucks enviaron a Jrue Holiday a los Portland Trail Blazers (para luego ser traspasado a Boston Celtics) y a Grayson Allen a los Phoenix Suns. También hubo futuros picks del draft involucrados. Durante los meses de noviembre y diciembre de 2023 los Bucks disputaron la primera edición del NBA In-Season Tournament, en donde salieron primeros de su grupo (4-0), ganaron a los New York Knicks en cuartos de final, pero perdieron contra los Indiana Pacers en semifinales. Giannis Antetokunmpo salió nombrado en el All-Tournament Team.A mediados de enero, a pesar de ir segundos en la conferencia, la directiva decidió despedir al entrenador Adrian Griffin. La baja eficiencia defensiva, sumado a tensiones entre el entrenador y jugadores, hicieron que el despido sea razonable. Mientras buscaban nuevo entrenador, Joe Prunty fue el encargado de dirigir al equipo en dos partidos. Finalmente, la directiva contrató al experimentado entrenador Doc Rivers, posiblemente el mejor nombre disponible en ese momento. En dicha temporada, Giannis Antetokunmpo y Damian Lillard fueron elegidos titulares para el All Star Game, siendo Antetokounmpo el jugador con más votos de toda la NBA. Tras quedar 3eros en la conferencia con un récord de 49-33, se enfrentan en primera ronda a los Indiana Pacers. En dicha serie caen derrotados 4-2, en gran parte debido a las lesiones de Antetokounmpo y Lillard.
En el draft de 2024 el equipo seleccionó a AJ Johnson y Tyler Smith. En la agencia libre de ese mismo año, los Bucks adquirieron a Gary Trent Jr, Delon Wright y Taurean Prince por la mínima de veterano. Por otro lado, Malik Beasley, Patrick Beverley, Jae Crowder y Thanasis Antetokounmpo abandonaron el equipo. A pesar de la dolorosa derrota en primera ronda de playoffs, la directiva decidió mantener a Doc Rivers como entrenador. De cara a la pretemporada, Rajon Rondo se unió al staff técnico del equipo. Se proclaman campeones de la NBA Cup 2024 tras derrotar a Oklahoma City Thunder en la final, y el griego Giannis Antetokounmpo es nombrado MVP del torneo.

## Trayectoria
Nota: G: Partidos ganados; P:Partidos perdidos; %:porcentaje de victorias
| Temporada       | G    | P    | %    | Play-offs                                                                             | Resultado                                                                                  |
| --------------- | ---- | ---- | ---- | ------------------------------------------------------------------------------------- | ------------------------------------------------------------------------------------------ |
| Milwaukee Bucks |      |      |      |                                                                                       |                                                                                            |
| 1968-69         | 27   | 55   | .329 |                                                                                       |                                                                                            |
| 1969-70         | 56   | 26   | .683 | Gana Semifinales División Pierde Finales División                                     | Milwaukee 4, Philadelphia 1 New York 4, Milwaukee 1                                        |
| 1970-71         | 66   | 16   | .805 | Gana Semifinales Conferencia Gana Finales Conferencia Gana Finales NBA                | Milwaukee 4, San Francisco 1 Milwaukee 4, Los Angeles 1 Milwaukee 4, Baltimore 0           |
| 1971-72         | 63   | 19   | .768 | Gana Semifinales Conferencia Pierde Finales Conferencia                               | Milwaukee 4, Golden State 2 Los Angeles 4, Milwaukee 2                                     |
| 1972-73         | 60   | 22   | .732 | Pierde Semifinales Conferencia                                                        | Golden State 4, Milwaukee 2                                                                |
| 1973-74         | 59   | 23   | .720 | Gana Semifinales Conferencia Gana Finales Conferencia Pierde Finales NBA              | Milwaukee 4, Los Angeles 1 Milwaukee 4, Chicago 0 Boston 4, Milwaukee 3                    |
| 1974-75         | 38   | 44   | .463 |                                                                                       |                                                                                            |
| 1975-76         | 38   | 44   | .463 | Pierde 1.ª Ronda                                                                      | Detroit 2, Milwaukee 1                                                                     |
| 1976-77         | 30   | 52   | .366 |                                                                                       |                                                                                            |
| 1977-78         | 44   | 38   | .537 | Gana 1.ª Ronda Pierde Semifinales Conferencia                                         | Milwaukee 4, Phoenix 0 Denver 4, Milwaukee 3                                               |
| 1978-79         | 38   | 44   | .463 |                                                                                       |                                                                                            |
| 1979-80         | 49   | 33   | .598 | Pierde Semifinales Conferencia                                                        | Seattle 4, Milwaukee 3                                                                     |
| 1980-81         | 60   | 22   | .732 | Pierde Semifinales Conferencia                                                        | Philadelphia 4, Milwaukee 3                                                                |
| 1981-82         | 55   | 27   | .671 | Pierde Semifinales Conferencia                                                        | Philadelphia 4, Milwaukee 2                                                                |
| 1982-83         | 51   | 31   | .622 | Gana Semifinales Conferencia Pierde Finales Conferencia                               | Milwaukee 4, Boston 0 Philadelphia 4, Milwaukee 1                                          |
| 1983-84         | 50   | 32   | .610 | Gana 1.ª Ronda Gana Semifinales Conferencia Pierde Finales Conferencia                | Milwaukee 3, Atlanta 2 Milwaukee 4, New Jersey 2 Boston 4, Milwaukee 1                     |
| 1984-85         | 59   | 23   | .720 | Gana 1.ª Ronda Pierde Semifinales Conferencia                                         | Milwaukee 3, Chicago 1 Philadelphia 4, Milwaukee 0                                         |
| 1985-86         | 57   | 25   | .695 | Gana 1.ª Ronda Gana Semifinales Conferencia Pierde Finales Conferencia                | Milwaukee 3, New Jersey 0 Milwaukee 4, Philadelphia, 3 Boston 4, Milwaukee 0               |
| 1986-87         | 50   | 32   | .610 | Gana 1.ª Ronda Pierde Semifinales Conferencia                                         | Milwaukee 3, Philadelphia 2 Boston 4, Milwaukee 3                                          |
| 1987-88         | 42   | 40   | .512 | Pierde 1.ª Ronda                                                                      | Atlanta 3, Milwaukee 2                                                                     |
| 1988-89         | 49   | 33   | .598 | Gana 1.ª Ronda Pierde Semifinales Conferencia                                         | Milwaukee 3, Atlanta 2 Detroit 4, Milwaukee 0                                              |
| 1989-90         | 44   | 38   | .537 | Pierde 1.ª Ronda                                                                      | Chicago 3, Milwaukee 1                                                                     |
| 1990-91         | 48   | 34   | .585 | Pierde 1.ª Ronda                                                                      | Philadelphia 3, Milwaukee 0                                                                |
| 1991-92         | 31   | 51   | .378 |                                                                                       |                                                                                            |
| 1992-93         | 28   | 54   | .341 |                                                                                       |                                                                                            |
| 1993-94         | 20   | 62   | .244 |                                                                                       |                                                                                            |
| 1994-95         | 34   | 48   | .415 |                                                                                       |                                                                                            |
| 1995-96         | 25   | 57   | .305 |                                                                                       |                                                                                            |
| 1996-97         | 33   | 49   | .402 |                                                                                       |                                                                                            |
| 1997-98         | 36   | 46   | .439 |                                                                                       |                                                                                            |
| 1998-99         | 28   | 22   | .560 | Pierde 1.ª Ronda                                                                      | Indiana 3, Milwaukee 0                                                                     |
| 1999-2000       | 42   | 40   | .512 | Pierde 1.ª Ronda                                                                      | Indiana 3, Milwaukee 2                                                                     |
| 2000-01         | 52   | 30   | .634 | Gana 1.ª Ronda Gana Semifinales Conferencia Pierde Finales Conferencia                | Milwaukee 3, Orlando 1 Milwaukee 4, Charlotte 3 Philadelphia 4, Milwaukee 3                |
| 2001-02         | 41   | 41   | .500 |                                                                                       |                                                                                            |
| 2002-03         | 42   | 40   | .512 | Pierde 1.ª Ronda                                                                      | New Jersey 4, Milwaukee 2                                                                  |
| 2003-04         | 41   | 41   | .500 | Pierde 1.ª Ronda                                                                      | Detroit 4, Milwaukee 1                                                                     |
| 2004-05         | 30   | 52   | .366 |                                                                                       |                                                                                            |
| 2005-06         | 40   | 42   | .488 | Pierde 1.ª Ronda                                                                      | Detroit 4, Milwaukee 1                                                                     |
| 2006-07         | 28   | 54   | .379 |                                                                                       |                                                                                            |
| 2007-08         | 26   | 56   | .317 |                                                                                       |                                                                                            |
| 2008-09         | 34   | 48   | .415 |                                                                                       |                                                                                            |
| 2009-10         | 46   | 36   | .561 | Pierde 1.ª Ronda                                                                      | Atlanta 4, Milwaukee 3                                                                     |
| 2010-11         | 35   | 47   | .427 |                                                                                       |                                                                                            |
| 2011-12         | 31   | 35   | .470 |                                                                                       |                                                                                            |
| 2012-13         | 38   | 44   | .463 | Pierde 1.ª Ronda                                                                      | Miami 4, Milwaukee 0                                                                       |
| 2013-14         | 15   | 67   | .183 |                                                                                       |                                                                                            |
| 2014-15         | 41   | 41   | .500 | Pierde 1.ª Ronda                                                                      | Chicago 4, Milwaukee 2                                                                     |
| 2015-16         | 33   | 49   | .402 |                                                                                       |                                                                                            |
| 2016-17         | 42   | 40   | .512 | Pierde 1.ª Ronda                                                                      | Toronto 4, Milwaukee 2                                                                     |
| 2017-18         | 44   | 38   | .537 | Pierde 1.ª Ronda                                                                      | Boston 4, Milwaukee 3                                                                      |
| 2018-19         | 60   | 22   | .732 | Gana 1.ª Ronda Gana Semifinales Conferencia Pierde Finales Conferencia                | Milwaukee 4, Detroit 0 Milwaukee 4, Boston 1 Toronto 4, Milwaukee 2                        |
| 2019-20         | 56   | 17   | .767 | Gana 1.ª Ronda Pierde Semifinales Conferencia                                         | Milwaukee 4, Orlando 1 Miami 4, Milwaukee 1                                                |
| 2020-21         | 46   | 26   | .639 | Gana 1.ª Ronda Gana Semifinales Conferencia Gana Finales Conferencia Gana Finales NBA | Milwaukee 4, Miami 0 Milwaukee 4, Brooklyn 3 Milwaukee 4, Atlanta 2 Milwaukee 4, Phoenix 2 |
| 2021-22         | 51   | 31   | .639 | Gana 1.ª Ronda Pierde Semifinales Conferencia                                         | Milwaukee 4, Chicago 1 Boston 4, Milwaukee 3                                               |
| 2022-23         | 58   | 24   | .707 | Pierde 1.ª Ronda                                                                      | Miami 4, Milwaukee 1                                                                       |
| 2023-24         | 49   | 33   | .598 | Pierde 1.ª Ronda                                                                      | Indiana 4, Milwaukee 2                                                                     |
| 2024-25         | 48   | 34   | .585 | Pierde 1.ª Ronda                                                                      | Indiana 4, Milwaukee 1                                                                     |
| Totales         | 2437 | 2170 | .529 |                                                                                       |                                                                                            |
| Playoffs        | 153  | 164  | .483 | 2 Campeonatos                                                                         | 2 Campeonatos                                                                              |

## Jugadores

### Derechos internacionales
Los Bucks tienen los derechos internacionales sobre los siguientes jugadores.
| Draft | Ronda | Puesto | Jugador             | Pos. | Nacionalidad | Equipo actual             | Nota(s)                                                     | Ref    |
| ----- | ----- | ------ | ------------------- | ---- | ------------ | ------------------------- | ----------------------------------------------------------- | ------ |
| 2022  | 2     | 58     | Hugo Besson         | G    | Francia      | FMP Meridian (Serbia)     | Adquirido de los Indiana Pacers                             | [ 22 ] |
| 2015  | 2     | 59     | Dimitrios Agravanis | F/C  | Grecia       | UMF Tindastóll (Islandia) | Adquirido de los Atlanta Hawks (vía Cleveland y Sacramento) | [ 23 ] |

### Miembros delBasketball Hall of Fame
- Kareem Abdul-Jabbar, 1969-1975
- Ray Allen, 1996-2003
- Nate Archibald, 1983-1984
- Dave Cowens, 1982-1983
- Adrian Dantley,1990-1991
- Alex English, 1976-1978
- Bob Lanier, 1980-1984
- Moses Malone, 1991-1993
- Sidney Moncrief, 1979-1990
- Gary Payton, 2003
- Oscar Robertson,1970-1974
- Guy Rodgers, 1968-1970
- Jack Sikma, 1986-1991
- Bob Dandridge, 1969-1977, 1981

### Primeras elecciones de Draft
- Kareem Abdul-Jabbar (como Lew Alcindor) - 1969
- Kent Benson - 1977
- Glenn Robinson - 1994
- Andrew Bogut - 2005

### Números retirados
| Números retirados por los Milwaukee Bucks |                     |        |                      |                         |
| N.º                                       | Jugador             | Puesto | Periodo              | Fecha                   |
| 1                                         | Oscar Robertson     | B      | 1970–1974            | 18 de octubre de 1974   |
| 2                                         | Junior Bridgeman    | E      | 1975–1984, 1986–1987 | 17 de enero de 1988     |
| 4                                         | Sidney Moncrief     | B      | 1979–1990            | 6 de enero de 1990      |
| 8                                         | Marques Johnson     | A      | 1977–1984            | 24 de marzo de 2019     |
| 10                                        | Bob Dandridge       | A      | 1969–1977, 1981      | 7 de marzo de 2015      |
| 14                                        | Jon McGlocklin      | B      | 1968–1976            | 10 de diciembre de 1976 |
| 16                                        | Bob Lanier          | P      | 1980–1984            | 4 de diciembre de 1984  |
| 32                                        | Brian Winters       | A      | 1975–1983            | 28 de octubre de 1983   |
| 33                                        | Kareem Abdul-Jabbar | P      | 1969–1975            | 24 de abril de 1993     |

## Entrenadores
- Larry Costello (1968-76)
- Don Nelson (1976-87)
- Del Harris (1987-91)
- Frank Hamblen (1991-92)
- Mike Dunleavy, Sr. (1992-96)
- Chris Ford (1996-98)
- George Karl (1998-2003)
- Terry Porter (2003-2005)
- Terry Stotts (2005-2007)
- Larry Krystkowiak (2007-2008)
- Scott Skiles (2008-2013)
- Jim Boylan (2013)
- Larry Drew (2013-2014)
- Jason Kidd (2014-2018)
- Joe Prunty (2018)
- Mike Budenholzer (2018-2023)
- Adrian Griffin (2023-2024)
- Joe Prunty (2024) (interino)
- Doc Rivers (2024-presente)

## Gestión

### General Managers
| GM                | Periodo       |
| ----------------- | ------------- |
| John Erickson     | 1968–1970     |
| Ray Patterson     | 1970–1972     |
| Wayne Embry       | 1972–1977     |
| Don Nelson        | 1977–1987     |
| Del Harris        | 1987–1992     |
| Mike Dunleavy Sr. | 1992–1997     |
| Bob Weinhauer     | 1997–1999     |
| Ernie Grunfeld    | 1999–2003     |
| Larry Harris      | 2003–2008     |
| John Hammond      | 2008–2017     |
| Justin Zanik      | 2017          |
| Jon Horst         | 2017–presente |

## Premios
| MVP de la temporada - Kareem Abdul-Jabbar - 1971, 1972, 1974 - Giannis Antetokounmpo - 2019, 2020 MVP de las Finales - Kareem Abdul-Jabbar - 1971 - Giannis Antetokounmpo - 2021 Mejor Defensor - Sidney Moncrief - 1983, 1984 - Giannis Antetokounmpo - 2020 Rookie del Año - Kareem Abdul-Jabbar - 1970 - Malcolm Brogdon - 2017 Jugador Más Mejorado - Giannis Antetokounmpo - 2017 Mejor Sexto Hombre - Ricky Pierce - 1987, 1990 Mejor Entrenador del Año - Don Nelson - 1983, 1985 Ejecutivo del Año - John Hammond - 2010 Jugador Más Deportivo - Jrue Holiday - 2021 | Mejor Quinteto de la Temporada - Kareem Abdul-Jabbar - 1971, 1972, 1973, 1974 - Marques Johnson - 1979 - Sidney Moncrief - 1983 - Giannis Antetokounmpo - 2019, 2020, 2021, 2022, 2023, 2024 Segundo Mejor Quinteto de la Temporada - Kareem Abdul-Jabbar - 1970 - Oscar Robertson - 1971 - Marques Johnson - 1980, 1981 - Sidney Moncrief - 1982, 1984, 1985 - Terry Cummings - 1984 - Giannis Antetokounmpo - 2017, 2018 Tercer Mejor Quinteto de la Temporada - Terry Cummings - 1989 - Vin Baker - 1997 - Ray Allen - 2001 - Michael Redd - 2004 - Andrew Bogut - 2010 | Mejor Quinteto Defensivo - Kareem Abdul-Jabbar - 1974, 1975 - Sidney Moncrief - 1983, 1984, 1985, 1986 - Paul Pressey - 1985, 1986 - Alvin Robertson - 1991 - Giannis Antetokounmpo - 2019, 2020, 2021, 2022 - Eric Bledsoe - 2019 - Jrue Holiday - 2021, 2023 - Brook Lopez - 2023 Segundo Mejor Quinteto Defensivo - Kareem Abdul-Jabbar - 1970, 1971 - Quinn Buckner - 1978, 1980, 1981, 1982 - Sidney Moncrief - 1982 - Paul Pressey - 1987 - Alvin Robertson - 1990 - Giannis Antetokounmpo - 2017 - Brook Lopez - 2020 - Eric Bledsoe - 2020 - Jrue Holiday - 2022 Mejor Quinteto de Rookies - Kareem Abdul-Jabbar - 1970 - Bob Dandridge - 1970 - Marques Johnson - 1978 - Vin Baker - 1994 - Glenn Robinson - 1995 - Brandon Jennings - 2010 - Malcolm Brogdon - 2017 Segundo Mejor Quinteto de Rookies - Ray Allen - 1997 - T.J. Ford - 2004 - Giannis Antetokounmpo - 2014 |

## Líderes históricos
| Categoría   | Jugador              | Total |
| Puntos      | Giannis Antetokunmpo | 16694 |
| Asistencias | Giannis Antetokunmpo | 3444  |
| Rebotes     | Kareem Abdul-Jabbar  | 7161  |
| Tapones     | Giannis Antetokunmpo | 922   |
| Robos       | Quinn Buckner        | 1042  |